# マブラヴラジオ
『マブラヴラジオ』は、PCゲーム『マブラヴ』および『マブラヴ オルタネイティヴ』に関連したインターネットラジオ。2008年12月19日に放送を終了した。関連番組として、『君のぞらじお 〜Next Season〜』、『君のぞらじお Still I love you…』、『君のぞらじお silver ring』、『ラジオあゆまゆ劇場』、『谷山紀章のDEAD OR ALIVE』があった。

## 概要
「君のぞらじお」のリニューアルに伴い、従来の「君のぞらじお」の番組内番組から単独の番組として独立した。君らじ5番組の中で唯一番組名は変更されておらず、通算放送回数は番組内番組当時の放送も加算されている。
君のぞらじおの番組内番組であった「マブラヴラジオ」については、同項を参照のこと。
パーソナリティは、斉藤K（アージュ広報）、田口宏子（鑑純夏役）、浅井清己（イルマ・テスレフ役）、吉住梢（煌武院悠陽役）の4人。
2008年1月に単独の番組としてスタートした当初は栗林みな実（社霞／涼宮遙役）と斉藤、田口の3人での出演だったが、栗林が4thアルバム「dream link」の制作及び同アルバムを冠にしたライブの打ち合わせ等の為に2008年7月～10月まで出演しない事になった（ただし、「君のぞらじお 〜Next Season〜 」に関してはマブラヴラジオの出演していない期間でも出演している）。第61回配信分（同年7月1日）から浅井と吉住が栗林の代役として加わる事となる。当初は10月いっぱいまでの予定であったが11月以降も続投する事となり、栗林自身も第79回配信分（同年12月5日）から復帰した。
これまでは、毎週火曜日の配信だったが、10月10日からは配信曜日が隔週金曜日に変更となった。

### 番組概要
- 放送期間：2008年1月9日（第36回）〜12月19日（第80回）
- 配信サイト：君のぞらじおホームページ
- 配信方式：ストリーミング
- 配信日：隔週金曜日配信（配信期間は10日間）
- 放送時間：1時間前後
- ファイル種類：Windows Media Audio（asx）

### 主題歌
- オープニングテーマ 「だってMUV-LUV（だいすき）なんだもんっ☆」 
歌：栗林みな実/作詞：畑亜貴/作曲・編曲：前澤寛之
- エンディングテーマ

1. 「winter fairy」 （2008年1月〜2008年4月）
歌：栗林みな実/作詞：栗林みな実/作曲・編曲：菊田大介
2. 「アプローチ」 （2008年4月〜2008年6月）
歌：栗林みな実/作詞・作曲：栗林みな実/編曲：飯塚昌明

## コーナー
マブノゾの一言
お題に対して、栗林みな実演じる「涼宮遙」または「社霞」と田口宏子演じる「鑑純夏」が言いそうな台詞を募集し、発表する君らじ恒例の対決コーナー。
勝敗は斉藤Kの独断と偏見で決まり、敗者は罰ゲームを行う。
ぼくの考えた厨二オルタ
マブラヴ オルタネイティヴの世界で膠着状況の戦線を打開するためにリスナーが考えたキャラクター、戦術機、超兵器を紹介するコーナー。
夕呼先生に訊け！
日常の困った状況、如何ともしがたい状況に香月夕呼からアドバイスを貰おうというお悩み相談コーナー。
俺は逆恋愛原子核
リスナーが過去に異性を意識して失敗した痛い行動やモテない自慢を募集し、紹介するコーナー。
恋愛原子核は、マブラヴの劇中で香月夕呼が、自然と周りに女の子が集まる主人公の白銀武に付けた異名。
斉藤Kのグッズじゃねえんだよ、気持ちなんだよ！
アージュの新グッズの企画を募集し、紹介するコーナー。採用されれば、実際に発売される可能性もある。
アージュからのお知らせ
アージュ広報兼番組ディレクターの斉藤Kとアージュ開発部の熊川貴族（ナルシー僕ゥ）がMCをつとめるアージュの告知コーナー。アージュスタッフがゲストとして出演することがある。
君らじ3番組で唯一の全番組共通コーナーであるが、本編とは全く関係ない。
なお、放送内容は同日更新の「ラジオあゆまゆ劇場」（2008年6月17日まで）または「谷山紀章のDEAD OR ALIVE」（同年6月24日まで）と同じ。

## ゲスト
- 第45回放送分2008年3月11日 - 本井えみ

## アンリミテッド
『マブラヴラジオ アンリミテッド』は、PCゲーム『マブラヴ』および『マブラヴ オルタネイティヴ』に関連したインターネットラジオ。
関連番組として、『君のぞらじお eternity』がある。

## 概要
OVA『君が望む永遠 〜Next Season〜』が完結したことを受け、君のぞらじおの流れを汲む『君のぞらじお 〜Next Season〜』とともに2008年12月19日に前身の『マブラヴラジオ』が終了したが、3ヶ月振りに『マブラヴラジオ アンリミテッド』として復活した。新番組のスタートにあたり、以前のラジオからスタッフが一新された。
パーソナリティは、栗林みな実（社霞役）、本井えみ（香月夕呼役）の2人。

### 番組概要
- 放送期間：2009年4月10日～12月19日
- 配信サイト：君のぞらじおホームページ
- 配信方式：ストリーミング
- 配信日：隔週金曜日配信（『君のぞらじお eternity』との相互配信）
- 配信期間：配信日から10日間（翌々週月曜日まで）
- 放送時間：30分～50分程度
- ファイル種類：Windows Media Audio（asx）

### 主題歌
- オープニングテーマ 「divergence」
歌：栗林みな実/作詞・作曲：栗林みな実/編曲：飯塚昌明
- エンディングテーマ 「遙かなる地球（ふるさと）の歌」
歌：栗林みな実/作詞：江幡育子/作曲・編曲：飯塚昌明

### コーナー
夕呼先生に訊け！
日常の困った状況、如何ともしがたい状況に香月夕呼からアドバイスを貰おうというお悩み相談コーナー。
霞に教える俺ルール
霞に教えてあげたい自分ルールを投稿するコーナー。
新ルーレットトーク
1～10まで数字にちなんでトークをするコーナー。
マブノゾの一言
霞と夕呼先生に萌ゼリフを言って貰うコーナー。
アージュからのお知らせ
アージュ広報の斉藤Kと元アージュ社員（現在フリー）の熊川貴族がMCをつとめるアージュの告知コーナー。
斉藤K降板後は熊川貴族と倉田まりやがその代役をつとめた。

### ゲスト
- 第2回放送分2009年4月24日 - 藤森ゆき奈、倉田まりや（アージュからのお知らせ内）